# Фицпатрик, Коллин
Колли́н Энн Фицпа́трик (англ. Colleen Ann Fitzpatrick; 20 июля 1969, Олд-Бридж, Нью-Джерси, США), также известна под псевдонимом Vitamin C — американская певица, автор песен, бас-гитаристка, клавишница, музыкальный продюсер, танцовщица

 и актриса

.

## Биография
Коллин Энн Фицпатрик родилась 20 июля 1969 года.  в Олд-Бридже (штат Нью-Джерси, США)
Она окончила Среднюю школу Cedar Ridge в Нью-Джерси, сейчас она называется Old Bridge High School, где её одноклассником был Хунот Диас. В школьные годы, она была профессиональной танцовщицей и выступала в нескольких телевизионных представлениях, а также играла главную роль школьном мюзикле. Позже она училась в Нью-Йоркском университете,  который окончила в 1991 году со степенью бакалавра искусств на английском языке.

## Карьера
Она начала свою карьеру актрисы, появившись в фильме Джона Уотерса «Лак для волос» (1988), и продолжала появляться в небольших ролях в кино до основания альтернативной рок-группы «Eve's Plum» в 1991 году, в которой она была главной солисткой.
В 1999 году Фицпатрик начала сольную карьеру, взяв псевдоним «Vitamin C», и выпустив одноимённый дебютный альбом (1999), который был сертифицирован RIAA. как золотой, а затем платиновый. Среди её синглов «Graduation (Friends Forever)» и её самый успешный хит «Smile)», сертифицированный в Top 20 Gold. Её второй альбом, «More» (2001), породил несколько синглов, включая «As Long as You're Loving Me» и «The Itch».
В 2000 году она вернулась к актёрству, появившись в фильме ужасов «Дракула 2000», появилась в камео-ролях в фильмах «Очень страшное кино 2» и «Вирус любви» (2001) и в телешоу «Superstar USA» в 2004 году.
В 2001 году она заняла 76-е место среди в «Maxim Hot 100 Women». «Mattel» выпустил куклу Vitamin C в 2000 году. Она была игровым персонажем в игре «EA Sports Triple Play» от EA Sports. Имеет свой собственный цвет помады от Tommy Hilfiger, разработанный в честь её жёлтых и оранжевых волос.
21 марта 2012 года была назначена вице-президентом по музыке на «Nickelodeon».

## Личная жизнь
С 2004 года Коллин замужем за гитаристом «Eve's Plum» Майклом Кочем.

## Дискография
Основная статья: Дискография Vitamin C

### Студийные альбомы
- Vitamin C (1999)
- More (2001)

## Избранная фильмография
| Год  |   | Русское название                | Оригинальное название               | Роль                            |
| ---- | - | ------------------------------- | ----------------------------------- | ------------------------------- |
| 1988 | ф | Лак для волос                   | Hairspray                           | Эмбер Фон Тассл                 |
| 1991 | ф | Голый пистолет 2½: Запах страха | The Naked Gun 2½: The Smell of Fear | блюз-певица                     |
| 1992 | ф | Короли мамбо                    | The Mambo Kings                     | рыжая девушка в автобусе        |
| 1995 | ф | Высшее образование              | Higher Learning                     | певица на фестивале             |
| 1995 | ф | Справедливый суд                | Just Cause                          | прокурор                        |
| 1996 | ф | Беспредел в средней школе       | High School High                    | певица                          |
| 1997 | ф | Лжец, лжец                      | Liar Liar                           | адвокат в зале заседаний        |
| 2000 | ф | Дракула 2000                    | Dracula 2000                        | Люси Уэстерман                  |
| 2001 | ф | Рок-звезда                      | Rock Star                           | гитаристка в толпе вне особняка |
| 2002 | с | Сабрина — маленькая ведьма      | Sabrina the Teenage Witch           | Кэти Уинтерс                    |